# П'єтрішу (Джурджу)
П'єтрішу (рум. Pietrișu) — село у повіті Джурджу в Румунії. Входить до складу комуни Геужань.
Село розташоване на відстані 86 км на південний захід від Бухареста, 30 км на південний захід від Джурджу.

## Населення
За даними перепису населення 2002 року у селі проживали 1117 осіб, усі — румуни. Усі жителі села рідною мовою назвали румунську.